# Міст Джендере
Міст Джендере (також відомий як міст Шабінаса або Северанський міст; тур. Cendere Köprüsü) — давньоримський міст, розташований недалеко від античного міста Арсамея (сучасний Ескікале), за 55 км на північний схід від Адиямана на південному сході Туреччини. Міст перетинає потік Сендере Шай (Chabinas Creek), притоку Катта-Крику, на провінційній дорозі 02-03 між містами Кяхта та Синджик, в провінції Адияман. У 1883 році інженерну споруду було описано і замальовано з натури археологами Османом Хамді Бей і Осганом Ефенді. Сьогодні міст є частиною національного парку Туреччини, розташованому навколо гори Немрут-Даг, яка була оголошена ЮНЕСКО об'єктом Всесвітньої культурної спадщини людства.

## Історія
Міст був побудований як проста, без єдиної прикраси, єдина «велична» арка. Вона спирається на дві скелі і розташована в найвужчому місці потоку. Довжина прольоту моста становить 34,2 м — це інженерна споруда, цілком можливо, є другим за величиною збереженим арочним римським мостом. Вся конструкція має 120 м у довжину і 7 м завширшки.
Міст був перебудований солдатами XVI Стійкого Флавієвого легіону армії стародавнього Риму (лат. Legio XVI Flavia Firma або Legio XVI Gallica), який стояв гарнізоном у стародавньому місті Самосата (сьогодні це турецьке місто Самсат): війська передбачалося використовувати для війни з Парфією.

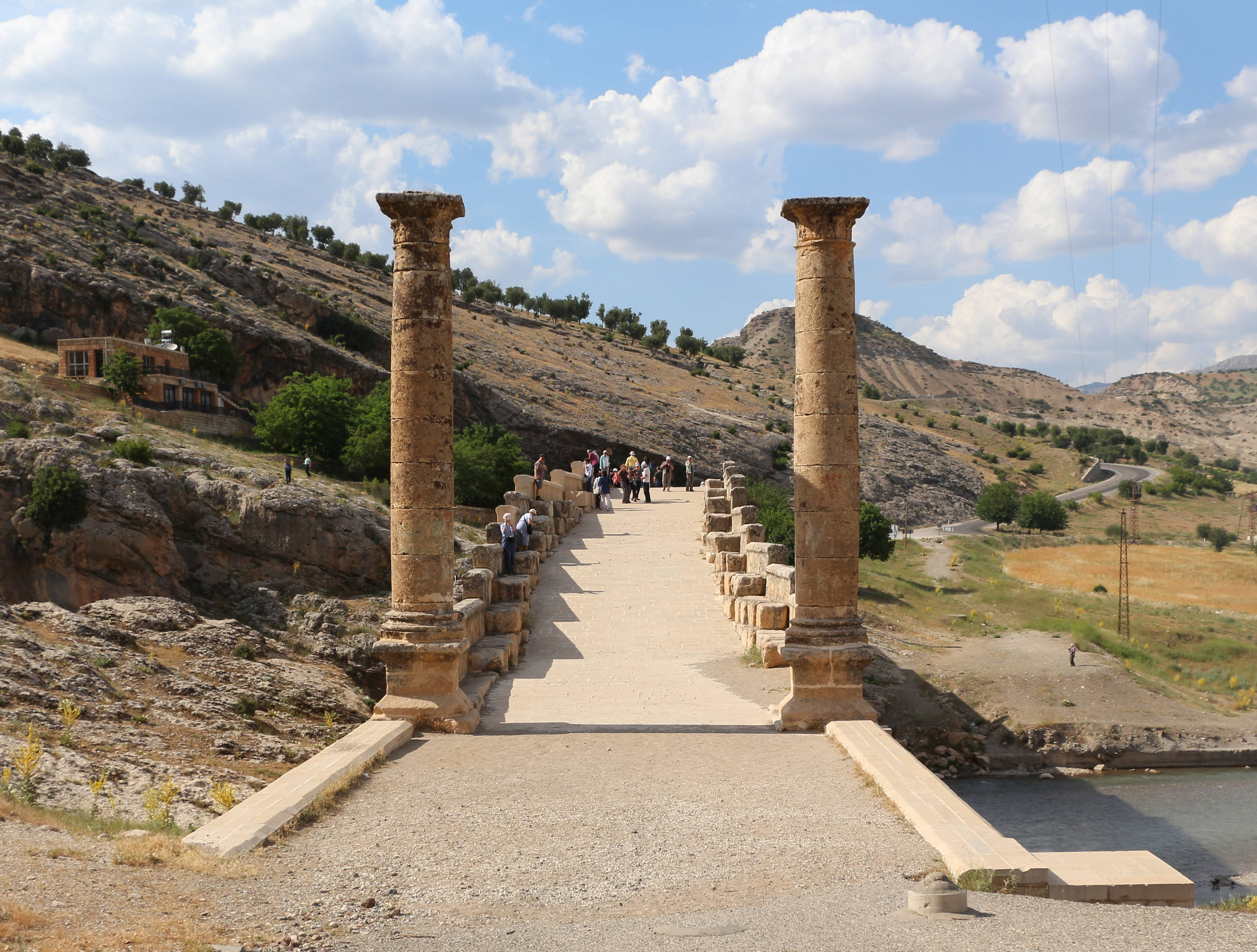
Старовинні колони мосту

Жителі міст Коммагенського царства — древньовірменської держави в Малій Азії періоду еллінізму — додали до мосту чотири коринфські колони: які були побудовані на честь римського імператора Луція Септимія Севера (правив з 193 з 211 рік), його другої дружини Юлії Домни, і їхніх синів Каракалла та Публія Септимія Гета. Ці відомості вказані на табличці, написаної на латині і розташованої на самому мосту. Дві колони на стороні Кяхти присвячені самому Септимію Северусу та його дружини, а ще дві на стороні Синджика — Каракалла і Гета; всі вони мають висоту від 9 до 10 м. Колона Гета, однак, незабаром була видалена з мосту: після його вбивства його братом Каракаллом, який прокляв пам'ять свого брата і наказав, щоб його ім'я було вилучено з усіх написів.
У 1883 році інженерна споруда була описана і замальвана з натури археологами Османом Хамді Бей і Осганом Ефенді під час їх археологічної експедиції на гору Немрут-Даг: подорож стала відомою, завдяки щоденникам і заміткам, опублікованими пізніше обома дослідниками. Осман Хамді Бей і Осган Ефенді описували кам'яний міст, що знаходиться в доброму стані, з брукованими поверхнями і парапетами — які, правда, були дуже пошкоджені. Сьогодні міст Джендер став частиною одного з найвідоміших національних парків Туреччини — парку, розташованому навколо гори Немрут-Даг, яка була оголошена ЮНЕСКО об'єктом Всесвітньої культурної спадщини людства. У парку знаходяться численні відомі артефакти Коммагенского царства і він є популярним туристичним напрямком: міст Джендере входить, при цьому, в «обов'язкову програму» відвідування.
У 1997 році міст був відновлений: рух автотранспорту по ньому тоді зберігся, але був обмежений граничною масою до 5 тонн. Пізніше міст Джендере був остаточно закритий для будь-яких транспортних засобів, оскільки новий дорожній міст побудували за 500 м на схід від старого.